# Estación Central de Estocolmo
La Estación Central de Estocolmo (en sueco: Stockholms Centralstation), conocida popularmente como Stockholm C, es la principal estación de ferrocarril de Estocolmo, Suecia. Está situada en el distrito de Norrmalm en Vasagatan/Central Plan. La estación fue inaugurada el 18 de julio de 1871 y recibe más de 200 000 pasajeros diarios, lo que la convierte en la estación más transitada del país, de los cuales 170 000 son viajeros (105 000 con trenes de cercanías, 25 000 con Arlanda Express y 40 000 de otros servicios ferroviarios).
Junto a la estación se encuentra la terminal T-Centralen, que la conecta con el Metro de Estocolmo, y la Cityterminalen, la estación de autobuses de Estocolmo. Frente al edificio de la estación hay una estatua de Nils Ericson.